# Tabatinga (São Paulo)
Pour les articles homonymes, voir Tabatinga (homonymie).
Tabatinga est une municipalité brésilienne de l'État de São Paulo et la Microrégion d'Araraquara.

## Maires
| Période | Période | Identité            | Étiquette | Qualité |
| ------- | ------- | ------------------- | --------- | ------- |
| 2009    | 2012    | José Luiz Quarteiro | PSB       |         |